# Annichen Sibbern Bøhn
Pour les articles homonymes, voir Bøhn.
Annichen Sibbern Bøhn (née en 1905, morte en 1978) était une collectionneuse d'objets tricotés ainsi qu'une créatrice de patrons de tricot. Elle est particulièrement connue pour son ouvrage Norske strikkemønstre, paru en 1929.

## Biographie
Annichen Sibbern nait à Oslo en 1905. Elle suit une formation professionnelle de 1923 à 1926 à l'école nationale pour l'artisanat et les arts industriels. Elle commence sa vie professionnelle au bureau norvégien du design pour l'artisanat. Elle se marie en 1931 avec Ole Bøhn, avocat de profession, avec qui elle a trois enfants. 
Au total, elle publie sept ouvrage de tricot, qui rencontrent un grand succès en Norvège et dont certains sont par la suite traduits en anglais. Durant la Seconde Guerre mondiale, elle publie un livre intitulé Gammel till nytt, destiné à aider les Norvégiens à faire face aux pénuries. Elle et son mari participent par ailleurs à des activités de résistance, ce qui l'amène à fuir le pays en 1944.

## LivreNorske strikkemønstre
Cet ouvrage paraît pour la première fois en 1929 en norvégien. Il se présente sous la forme d'un petit fascicule en noir et blanc qui présente à la fois des photos d'artefact tricotés ainsi que des grilles de tricot jacquard. Pour réaliser cet ouvrage, Annichen Sibbern Bøhn a étudié les collections du Norsk Folkemuseum à Oslo et d'autres collections ainsi que voyagé dans différentes régions (Selbu, Hallingdal, Telemark et Jaeren). Le livre comporte les photos de différentes mitaines et bas, d'un sac à main, de deux bonnets et d'un Lusekofte du Sestesdal. photographiés par elle-même.  Tous ces objets sont tout ou en partie en tricot jacquard à deux couleurs. Pour chaque objet photographié, une ou plusieurs grilles du motif en jacquard sont présentées. Le livre comporte également des grilles de jacquard en plus, qu'Annichen Sibbern Bøhn décrit simplement comme étant des bandes et des ornementations.  
Ce livre est ainsi très différent des ouvrages contemporains de tricot car il ne comporte aucune indication sur la manière de réaliser ces différents tricots. Il présuppose donc de la part de ses lecteurs un niveau de compétences en tricot très élevées de manière à pouvoir s'inspirer des motifs présentés en l'absence de toute indication sur la laine à utiliser, l'échantillonnage, etc.  
C'est alors le premier ouvrage à présenter des motifs de tricot norvégien en les présentant comme étant spécifiquement norvégiens et en les reliant à une région géographique en particulier. Son livre rencontre un grand succès en Norvège, où il donne lieu à plusieurs éditions. Le livre est traduit et publié en anglais en 1952 sous le titre Norwegian Knitting Designs.
En 2019, Wenche Roald publie le livre Inspirerende Norske Strikkestrikkemønstre qui reprend les grilles de tricot jacquard publiés dans Norske strikkemønstre en 1929 et les intègre dans différents pulls, chaussettes, mitaines et bonnets  en les accompagnant de photos en couleur et d'explications détaillées tels qu'il est usuel de nos jours ; cette édition est accompagnée d'un facsimilé de l'édition Norske strikkemønstre de 1929, inséré dans une pochette. Cet ouvrage est traduit en anglais en 2020, facsimilé inclus.  

## Ouvrages
- Norske strikkemønstre, Gröndahl & Sön (1929)
- Nye Strikke Opskrifter, Gröndahl & Sön (1932)
- Småtøi, Oslo, Grøndahl (lire en ligne), écrit en collaboration avec Inger Fleischer
- Gammelt til nytt, Oslo, (Grøndahl) (lire en ligne)